# Съблекалня
Съблекалня е помещение или пространство, предназначено за преобличане. Съблекалните са предоставени на обществени места, за да дадат възможност на хората да се преоблекат в уединение, индивидуално или по полово разделение (женски и мъжки съблекални).
Отделни съблекални могат да се предоставят едновременно и за мъже и жени, или може да имат отворено пространство с индивидуални кабинки. Понякога човек може да смени своите дрехи в тоалетната при липса на специално предназначено място. Много съблекални включват тоалетни и душове. Най-често сблекалните се използват за обличане на бански костюми.
По-големите съблекални обикновено са открити в обществените плажове, или в други зони за къпане, където по-голямата част от пространството е за смяна на дрехите, и минимално пространство е включено като тоалетна. Съблекалните често са с пейки покрай стените или между съблекалните кабинки.